# Caroline Schelling
Caroline Schelling, nacida Michaelis, viuda de Böhmer, divorciada de Schlegel (Gotinga, 2 de septiembre de 1763–Maulbronn, 7 de septiembre de 1809), fue una célebre intelectual alemana conocida por sus traducciones de la obra de Shakespeare al alemán. Perteneció al grupo llamado Universitätsmamsellen, un grupúsculo de cinco mujeres de gran cultura y formación académica, muy activas durante los siglos XVIII y XIX, hijas de académicos de la Universidad de Gotinga. Junto a Caroline Schelling, figuran Philippine Engelhard, Meta Forkel-Liebeskind, Therese Huber y Dorothea Schlözer.

## Biografía
Hija del orientalista Johann David Michaelis, se casó con el oficial médico Böhmer, en Clausthal, en la cordillera del Harz. Tras su muerte en 1788, regresó a Gotinga, donde frecuentaba personalidades como el poeta Gottfried August Burger o el crítico romántico August Wilhelm Schlegel. En 1791, se mudó a Maguncia, donde se hizo miembro del club jacobino, una sociedad partidaria de la Revolución francesa, siendo encarcelada brevemente por sus ideas políticas.
En 1796, se instaló en Jena, donde se casó con el profesor Schlegel, hermano de su amiga Meta. En 1803 se divorció y en junio de ese mismo año se volvió a casar con el filósofo Friedrich Schelling. 
Su casa de Jena fue siempre el centro de reunión de los primeros escritores y pensadores del Romanticismo y fue ella quien inició la emancipación intelectual de la mujer,que comenzaba entonces a influir poco a poco en la vida cultural.
Los asiduos al salón pertenecían a diferentes clases sociales, pero les unía el gusto por conversar acerca de temas relacionados con la literatura, la filosofía o la política. Esta mezcla de clases respondía al ideal romántico de crear una sociedad mixta de carácter liberal, con la cultura como único punto de conexión. Filosóficamente, fue una estoica contra todas las desgracias por las que pasó: 
El destino no decide mi suerte, no me sirvo de las ocasiones favorables que me ofrece y tampoco tengo en cuenta sus malas jugadas... a pesar de los dioses y de los hombres, seré feliz; no daré lugar a que me dominen la amargura y la pena que me cercan; seré dueña siempre dueña de mis fuerzas y no perderé el dominio que poseo... cuando no puedas lograr lo que desees, busca otra cosa, y si tampoco puedes lograrla, entonces no profieras quejas serviles, sino ahógalas en tu orgullo.... No sé si alguna vez llegaré a ser feliz; llegaré a ser feliz, lo que sí sé con certeza es que jamás seré desgraciada... Nada me perdono menos que no estar alegre, nunca llegará el día en que no disfrute una alegría por pequeña que sea...
Escribió un ensayo sobre Romeo und Julia / Romeo y Julieta (1797), y un diálogo sobre La pintura / Die Gemälde (1798). Pero se dedicó principalmente a editar y corregir las obras de su esposo Schelling y de sus amigos de Jena, con los que mantuvo un caudaloso epistolario. Por su cuenta, escribió Caroline,  también una serie de reseñas de obras literarias impresas en el Jenaer Literaturzeitung, en el Athenaeum y en el Erholungen de Becker, así como en revistas similares de aquellos años. Queda también el esbozo de una novela sobre la trayectoria de una mujer intelectual como ella y sus traducciones de Shakespeare, así como otras inéditas de poesía, entre ellas, de Petrarca.